# Palacio de Saint-Cloud
El palacio de Saint-Cloud (en francés: Château de Saint-Cloud) fue una residencia imperial y real situada en la comuna de Saint-Cloud, en las afueras de París.
Construido a mediados del siglo XVII para el duque de Orléans, hermano de Luis XIV, el palacio y la propiedad circundante se mantuvo en la casa de Orléans hasta que en 1783 fue adquirido por la Corona Francesa. Ni Luis XVI ni su esposa la reina María Antonieta gozaron, sin embargo, demasiado del palacio, a causa del estallido de la Revolución francesa. A partir del reinado de Napoléon I, Saint Cloud se convirtió en la más importante residencia secundaria de los monarcas franceses.
En el contexto de la guerra franco-prusiana, el palacio fue incendiado accidentalmente por un obús francés. En 1892, el nuevo régimen republicano decidió demoler las ruinas. Actualmente, del palacio solo se conservan los antiguos jardines y el parque, denominados Domaine National de Saint-Cloud.

## Historia

### El castillo de los Gondi (sigloXVI)
Aproximadamente en 1570, la reina Catalina de Médicis ofreció a un banquero miembro de la familia florentina Gondi una mansión en la pequeña comuna Saint-Cloud. A partir de dicha mansión, Jérôme de Gondi edificó un palacio en forma de "L" bordeado por una terraza con vistas al río Sena.
En 1589, durante el periodo de las guerras de religión de Francia, el rey Enrique III estableció su cuartel general en el palacio para dirigir el sitio de París, ciudad entonces dominada por los partidarios de la Liga Católica. El monje Jacques Clément, enviado por la Liga, consiguió una audiencia privada con el rey y logró asesinarle el 1 de agosto de 1589. Le sucedió como heredero el protestante Enrique IV Borbón que, después de convertirse al catolicismo, fue proclamado rey en el mismo palacio.
En 1655, los Gondi vendieron la propiedad a un financiero de origen alemán Barthélemy Hervart, superintendente de finanzas del reino.

### El castillo deMonsieur(sigloXVII)
En 1658, el cardenal Mazarino adquirió, en nombre del rey Luis XIV, el castillo para el Felipe de Francia, duque de Orleans, hermano del monarca. En un principio, las intervenciones de Monsieur se centraron en la adquisición de las propiedades circundantes y en el remozamiento de los jardines. De 1660 a 1665, Antoine Le Pautre edificó uno de los elementos más monumentales del parque, la Grande Cascade, una monumental construcción en piedra repleta de esculturas y fuentes de distintos tipos.

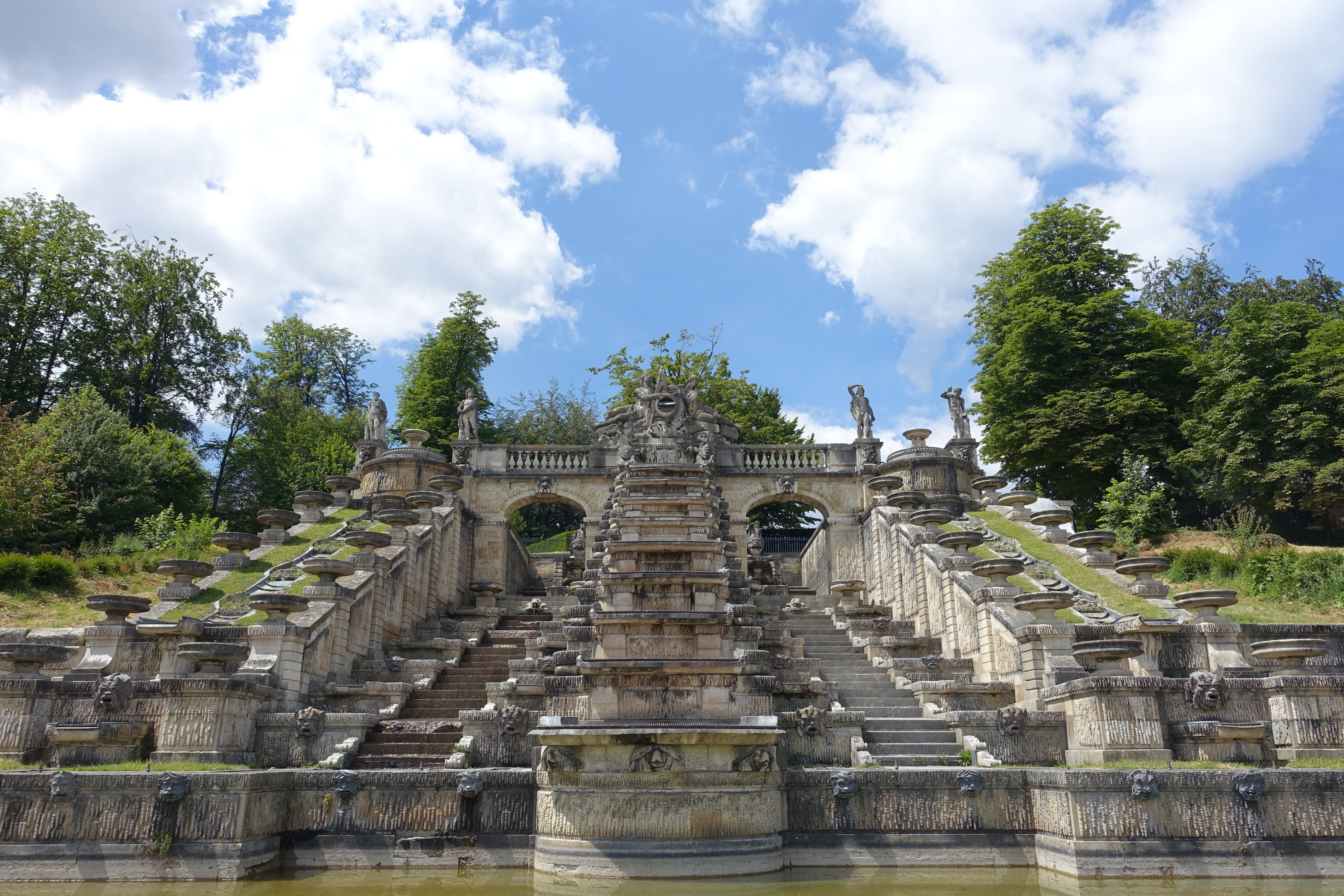
La Grande Cascade.

Lugar de fiestas y celebraciones, también en Saint-Cloud se produjo la inesperada muerte de la primera esposa del duque, Enriqueta de Inglaterra, que falleció después de una larga agonía el 30 de junio de 1670. Un año después, Monsieur se casó con Isabel Carlota del Palatinado, hija del Elector Palatino. "Madame Palatine", como se la llamó, pasaría a la historia por sus ácidas cartas sobre la corte de Luis XIV. 
En 1677, Monsieur decidió que ya había llegado el momento de remozar la vieja y ecléctica mansión de los Gondi. Ese mismo año se edificó una nueva ala, la Aile du Midi (el ala Sur) obra de Le Pautre, tres años después se erigió un ala paralela y un corp de logis. Desde entonces, Saint-Cloud presentaría el típico esquema en forma de U del château francés, con tres alas que flanqueaban una cour d'honneur. Jules Hardouin Mansart realizó la última aportación al castillo en 1687-1688, edificando un pórtico en la Aile du Midi, y una suntuosa escalinata de acceso en la misma.
Paralelamente, la decoración de la residencia de campo de Monsieur (su residencia principal era el Palais Royal) corrió a cargo de Pierre Mignard, el gran rival de Charles Le Brun, decorador de Versalles. Precisamente Mignard creó la estancia más suntuosa del palacio, la Galería de Apolo (Galerie d'Apollon), que rivalizaba en esplendor con la galería de Versalles. Asimismo, tanto Monsieur como Madame fueron ávidos coleccionistas y el palacio se llenó de objets d'art: porcelanas, objetos orientales y esculturas, además de pinturas de Le Brun, Mignard, Nocret, Coypel o Rousseau. El propio Luis XIV, que se alojó en el palacio en varias ocasiones, reconoció la magnificencia del edificio.

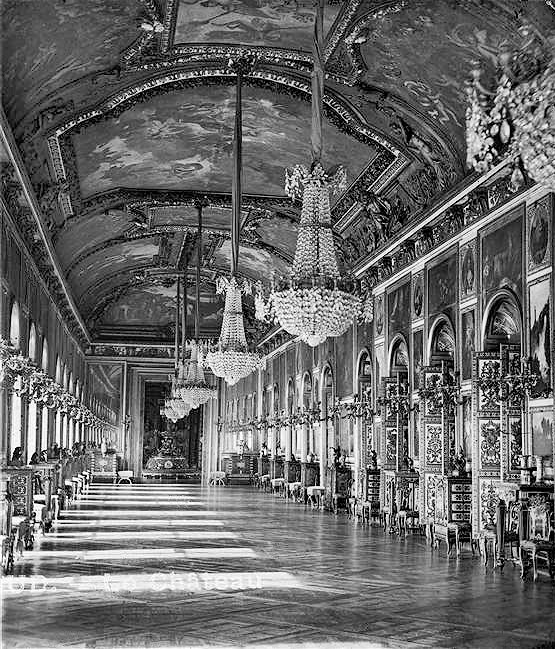
La Gallerie d'Apollon en 1860.

Monsieur tampoco descuidó los jardines, llamando al célebre paisajista André Le Nôtre y, al ya citado, Mansart. Los dos tuvieron la difícil tarea de construir un jardín a la francesa, jardin à la française, en un terreno triangular y en pendiente. Las fuentes, parterres y jets d'eau (surtidores de agua), aún conservados, son prueba de su éxito.
El 19 de junio de 1701, Monsieur fallecía en su preciado palacio de Saint-Cloud.

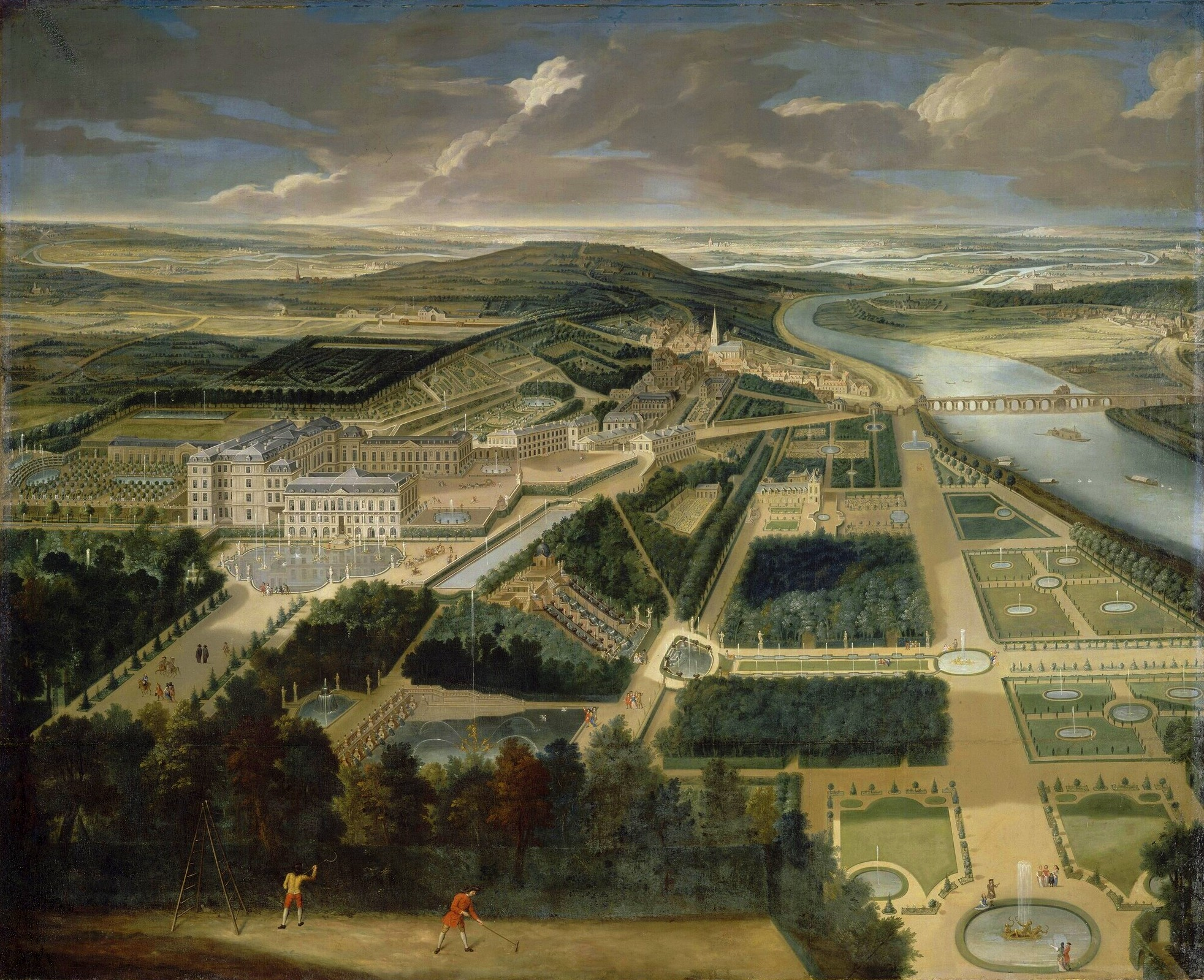
El parque de Saint-Cloud en 1675.

### El castillo de los Orleans (sigloXVIII)
Tras la muerte de Monsieur, el nuevo duque Felipe II de Orleans, regente de Francia durante la minoría de edad de Luis XV entre 1715 y 1723, hizo poco uso de la propiedad, cediéndola a su madre. Madame Palatine, continuó residiendo en el palacio, convirtiéndose en una de sus residencias favoritas. En St-Cloud llevó Madame una existencia retirada, donde dio rienda suelta a su pasión por el coleccionismo de obras de arte, antigüedades y libros.
Bajo el duque Luis I de Orleans se procedió a la renovación de algunas partes del jardín y nuevos pabellones fueron erigidos. A partir de 1742, el duque, profundamente piadoso, se retiró a una abadía y su hijo Luis Felipe I de Orleans se convirtió en administrador de la propiedad. En 1773, este último se casó morganáticamente con su amante la marquesa de Montesson, y renunció a visitar sus residencias oficiales (el Palais-Royal y Saint-Cloud), ya que, dada la disparidad de rango entre los esposos, el protocolo siempre resultaba engorroso.
En 1785, la reina María Antonieta adquirió la propiedad en nombre de su hijo, el duque de Normandía, por la suma de 6 millones de libras.

### La nueva residencia real y la Revolución (1785-1799)
María Antonieta adquirió St-Cloud por su proximidad a París, en Versalles siempre se había sentido aislada, y porque era un château de tamaño mediano y rodeado de un amplio parque. Fue el ministro de finanzas Calonne el que facilitó la adquisición de la propiedad en un intento de ganarse el favor de la Corte. Al ser propiedad en usufructo de la reina, el palacio permanecía bajo su administración, los criados llevaban su librea y no la del rey. El escándalo no tardó en estallar cuando se vieron los carteles "De par de la Reine" (Por orden de la Reina) en las verjas del palacio, se consideró impropio que la Reina de Francia tuviera un castillo en propiedad.
En un primer momento, la soberana se contentó con un pequeño aposento en la planta baja que se amuebló con muebles de otras residencias reales. Sin embargo, a partir de 1786, se empezaron a efectuar radicales transformaciones de la mano de Richard Mique, arquitecto de cabecera de la reina. Los aposentos del rey y de la reina se instalaron en la Aile de Midi, donde fueron creadas cómodas habitaciones decoradas en estilo Luis XVI. Para remarcar que la reina era la dueña del lugar, sus aposentos daban a la cour d'honneur, mientras que los del rey quedaban relegados al lado del jardín. Una nueva escalinata privada decorada con bajorrelieves de Clodion fue añadida para servir de acceso a dichos aposentos. El appartement de parade de época de Luis XIV en el corps de logis fue conservado, pero la vieja capilla fue transformada en la nueva escalinata principal. La fachada trasera del corps de logis, que daba al Jardin de la Orangerie, fue adelantada varios metros para permitir la creación de unos aposentos para los fils de France. Las nuevas estancias recibieron un suntuoso mobiliario de Adam Weisweiler y Georges Jacob.
En la primavera de 1788, el palacio ya estaba listo para acoger a la familia real. Con la Revolución Francesa y la instauración de la monarquía constitucional, Saint-Cloud se convirtió en la residencia oficial de verano, siendo las Tullerías la de invierno, sentando, por lo tanto, el precedente para el siglo XIX. En verano de 1790, el rey y la reina se entrevistaron secretamente en el palacio con el célebre líder revolucionario el conde de Mirabeau, en un intento por llevar la Revolución hacia un camino más moderado.
Tras la caída de la monarquía en 1792 y la instauración del Terror, el palacio fue nacionalizado y su mobiliario vendido, sin embargo, Saint-Cloud no corrió la misma surte que los cercanos castillos de Meudon o Bellevue, que fueron demolidos y sus terrenos parcelados. Durante el Directorio, tanto el palacio como el parque permanecieron abiertos al público.

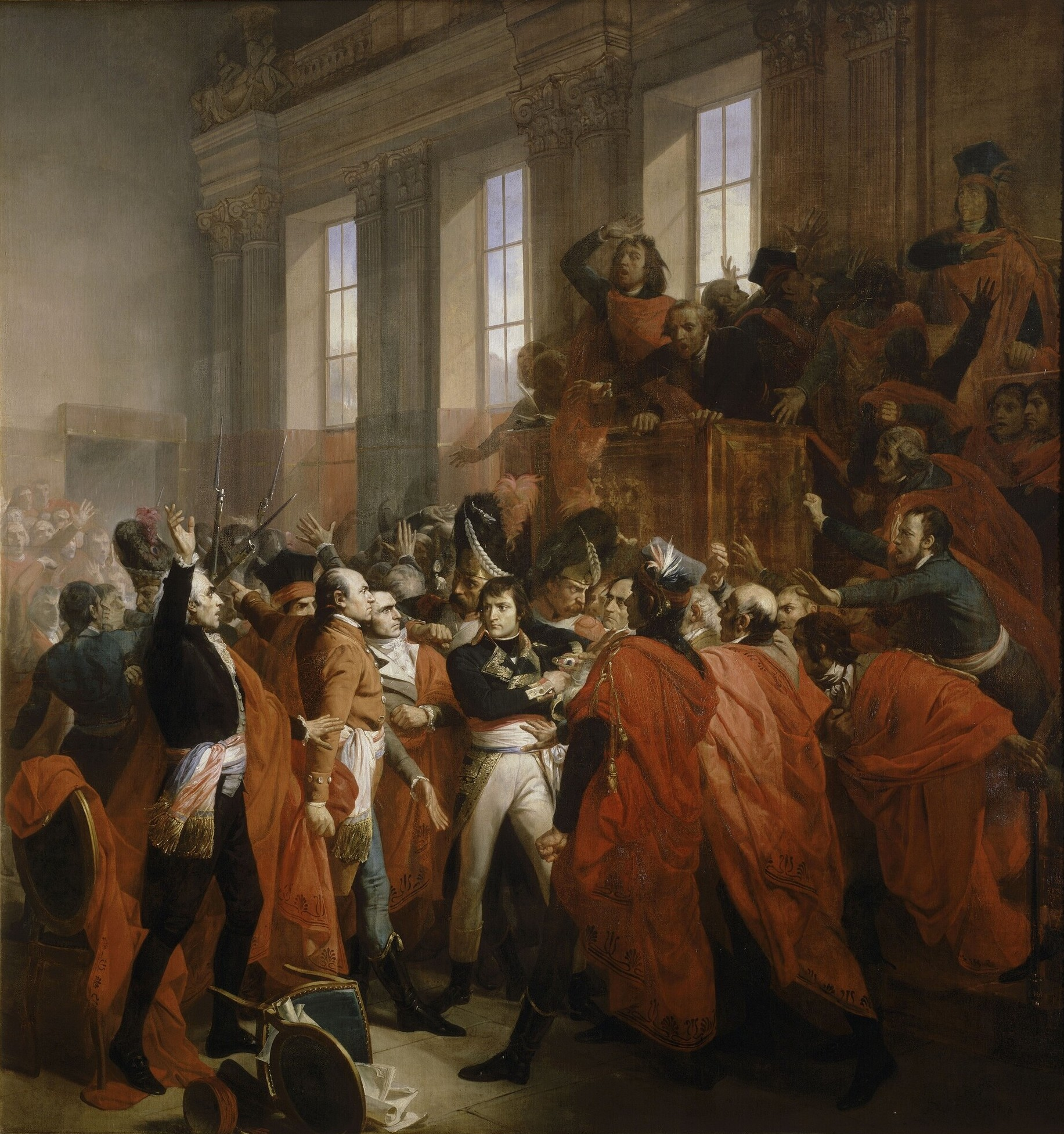
Golpe de Estado del 18 de Brumario en la Orangerie de Saint-Cloud.

En 1799, se produjo en Saint-Cloud el último acto de la Revolución francesa. El 17 de brumario (8 de noviembre), las dos asambleas legislativas del Directorio, el Consejo de los Ancianos y el Consejo de los Quinientos se instalaron en Saint-Cloud (en la Galerie d'Apollon y la Orangerie respectivamente) bajo la amenaza de una conspiración en París. Al día siguiente (18 de brumario) el general Napoléon Bonaparte dio un golpe de Estado, disolviendo ambas asambleas e instaurando el régimen del Consulado.

### El Primer Imperio (1800-1815)
Una vez instalado en las Tullerías, el nuevo primer cónsul Bonaparte buscó una residencia secundaria para pasar los meses cálidos del año. Como el castillo de Malmaison pronto se mostró excesivamente exiguo, se decidió usar Saint-Cloud, que no solo se encontraba en bastante buen estado sino, además, muy próximo a la capital. Napoléon se instaló en la parte trasera del corps de logis, en unos aposentos que daban a la orangerie y que le permitían un acceso directo al jardín. Por su parte, la consulesa Josefina de Beauharnais tomó posesión de toda la Aile du Midi, los antiguos appartements de Luis XVI y María Antonieta.

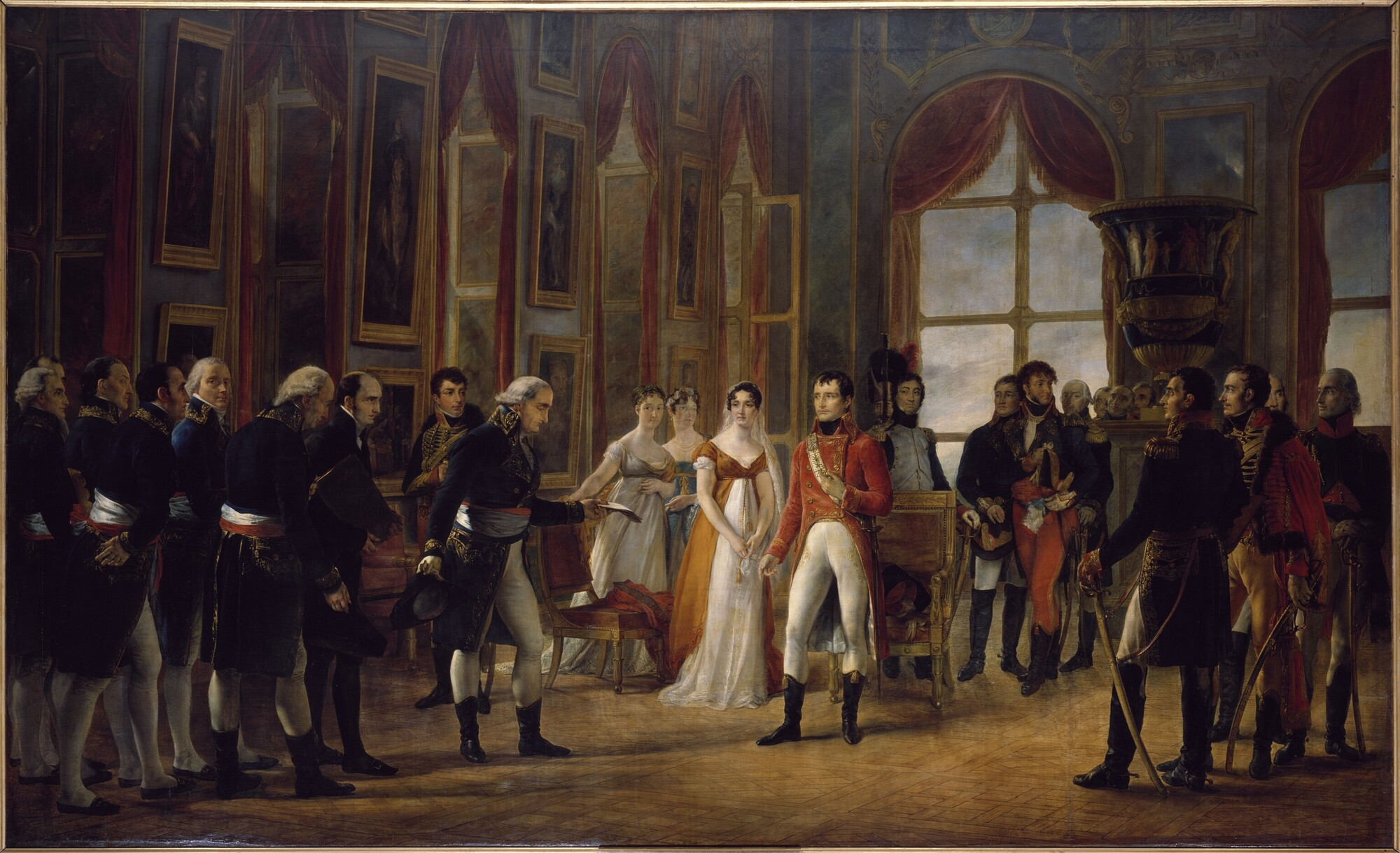
Napoléon proclamado emperador en la Galerie d'Apollon.

El 18 de mayo de 1804, Napoléon fue proclamado "Emperador de los franceses" en la Galerie d'Apollon de Saint-Cloud. La coronación se produciría el diciembre del mismo año en Notre-Dame. La Galerie d'Apollon también fue el escenario (el 1 de abril de 1810) de la boda civil entre el Emperador y la archiduquesa María Luisa. El hijo de ambos, el Rey de Roma, fue bautizado en el castillo en junio de 1811.
No obstante, Saint-Cloud también fue testigo del hundimiento del Imperio Francés: el 3 de julio de 1815 el mariscal Davout signó la capitulación de París, poniendo fin a los Cien Días y a la epopeya napoleónica.

### La Restauración (1815-1830)
Una vez restaurado en el trono, Luis XVIII solía visitar Saint-Cloud en verano, apenas un mes para permitir trabajos de mantenimiento en la Tullerías, siempre echó de menos Versalles. El monarca se instaló en el appartement de Napoléon cara a la orangerie; el duque y la duquesa de Angulema compartieron la Aile du Midi; el conde de Artois se instaló en la planta baja; y los enfants de France, la princesa Luisa y el duque de Burdeos, en el segundo piso.

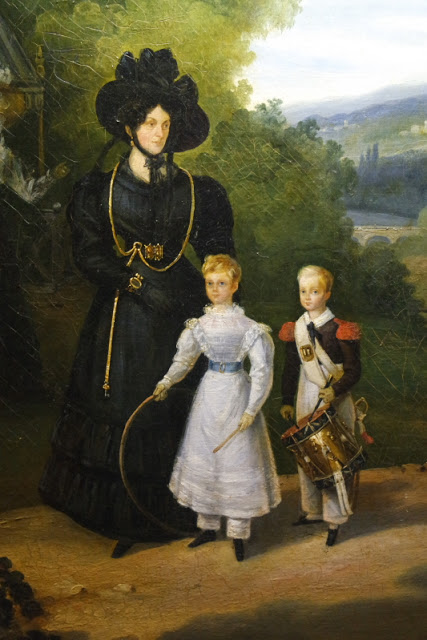
La duquesa de Gontaut paseando con los fils de France.

Como en las Tullerías, las intervenciones en el interior del palacio se limitaron a eliminar los antiguos emblemas imperiales de la decoración. En el conjunto de la propiedad si que hubo intervenciones más notables: en 1818 se edificaron nuevos establos para los gardes du corps; en 1820 se consagró la iglesia del Hopital de Reine, fundado por María Antonieta; también se creó una nueva avenida que comunicaba con Sèvres y se transformó el antiguo jardín floral de la colina al norte del castillo en un parque a la inglesa. En 1823, fue rebautizado Jardin du Trocadéro, en honor a la homónima batalla durante expedición a España, y se destinó a los paseos de los enfants de France y su gobernanta la duquesa de Gontaut. Por sugerencia de esta última, se construyó un pequeño puente colgante de hierro que comunicaba los aposentos de los enfants de France en el segundo piso con el jardín.
Tras el ascenso de Carlos X al trono en 1824, la duración e importancia de las estancias en Saint-Cloud aumentó, del mismo modo que la concurrencia a la tradicional feria y a las grandes eaux (encendidos de fuentes). La vida de la familia real se caracterizaba por su simplicidad y quietud, e incluso por la monotonía, la etiqueta era reducida al mínimo cuando no había grandes recepciones ni cacerías. La duquesa de Berry, se ausentaba con frecuencia debido a sus viajes al castillo de Rosny o a Dieppe, asimismo, en 1823, la duquesa de Angulema había adquirido la cercana propiedad de Villeneuve-l'Étang para que sirviera como su residencia privada.
En 25 de julio de 1830, Carlos X firmó en el palacio las Ordonnaces de Saint-Cloud, desatando la insurrección en París. La madrugada del 31 de julio, la familia real se vio obligada a trasladarse a Versalles y luego a Rambouillet, donde el monarca firmaría su abdicación el 2 de agosto, abandonando el país poco después. Tras su partida, el palacio fue invadido por la muchedumbre, y de produjeron saqueos en las bien provistas bodegas y se cazaron los animales del coto del rey. Aunque en el palacio hubo desperfectos en algunos espejos y cuadros, por lo general Saint-Cloud se salvó de las destrucciones que experimentó las Tullerías gracias la rápida intervención de la guardia nacional.

### La Monarquía de Julio (1830-1848)

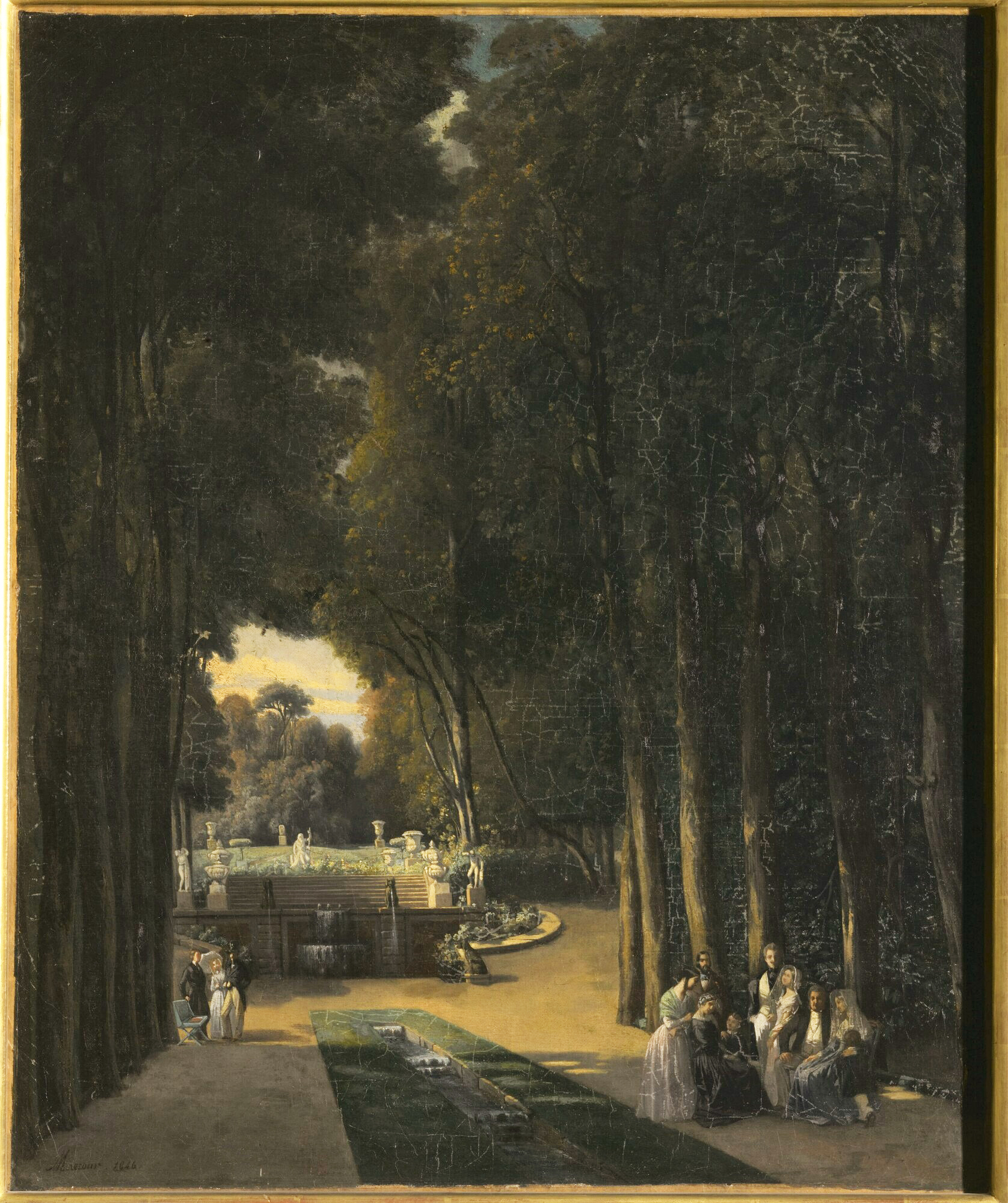
Luis Felipe y su familia en los jardines de Saint-Cloud.

Tras ser proclamado "Rey de los franceses" en agosto de 1830, Luis Felipe I tardó más de medio año en habitar los antiguos palacios reales, prefiriendo sus residencias familiares: el Palais-Royal y el castillo de Neuilly. Se llegó a rumorear que el monarca los reservaba para la posible restauración de Enrique V en el trono. Pero en 1831, el primer ministro Casimir Perier, deseoso de realzar el prestigio de la joven monarquía liberal, insistió en la instalación de la familia real en las Tullerías y el uso de Saint-Cloud durante los meses cálidos del año. El 5 de abril de 1831, Luis Felipe y su familia se instalaron por primera vez en el castillo, siendo aclamados por una multitud durante el trayecto desde París. El monarca y su esposa, se instalaron en la Aile du Midi, él cara al patio, y ella cara al jardín; el duque de Orléans lo hizo en el appartement de Napoléon y Carlos X cara a la orangerie; la princesa Adélaïde en la planta baja justo debajo los aposentos de los soberanos, y el resto de los hijos de la familia real se distribuyó en el segundo piso.

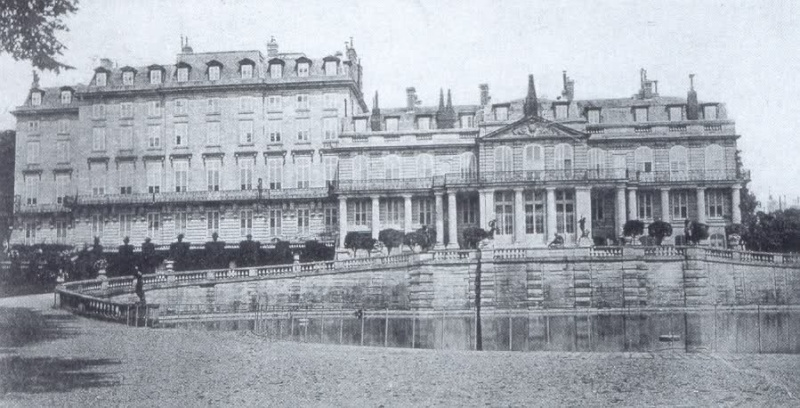
La Aile du Midi (derecha) con los aposentos reales en 1860.

Para la reina María Amelia, la instalación en Saint-Cloud tenía un sabor agridulce, por un lado, lamentaba usar los aposentos de la duquesa de Angulema, pero por otro, el palacio era sinónimo de libertad y de calma en oposición a las Tullerías y a las concurridas y tumultuosas calles de París. Por su parte, para Luis Felipe Saint-Cloud tenía un encanto especial, no en vano allí había pasado parte de su infancia antes que fuera adquirido por María Antonieta en 1785. Por ello, el monarca ordenó realizar importantes trabajos en el castillo, todo ello bajo la dirección de Fontaine, se restauraron los aposentos, se mejoró la distribución y las circulaciones, se creó una suntuosa biblioteca en el centro del castillo, se repintaron las bóvedas, y se instalaron grandes tapices Gobelinos basados en cuadros de Rubens en los salones de recepción. También se intervino en el resto de la propiedad: se construyeron nuevos establos y se restauraron las fuentes del parque y la Grande Cascade. En 1839, la construcción de la línea de ferrocarril París-Versalles (donde se acababa de inaugurar el museo del palacio) dividió el parque del palacio en dos mitades.
Inicialmente, la familia real se alojaba en Saint-Cloud durante la segunda mitad del verano, después de una larga estancia en el castillo familiar de Neuilly. No obstante, con tiempo, el mes de agosto fue ocupado por una estancia cada vez más larga en el castillo de Eu en las costas normandas, y, en septiembre, una semana de maniobras militares en Compiègne. Por ello, las estancias en St-Cloud fueron progresivamente desplazadas a los meses de otoño, extendiéndose entre un mes y un mes y medio.

Por lo general, la estancia otoñal en el palacio se caracterizaba por un ambiente familiar e íntimo, similar al que se vivía también en los aposentos privados de las Tullerías, solo puntualmente tenían lugar cenas con un carácter más político y diplomático y representaciones teatrales. Sin embargo, del mismo modo que Compìègne para la boda de la princesa Louise (agosto de 1832) y Fontainebleau para la del duque de Orléans (mayo de 1837), también Saint-Cloud fue escenario de los fastos dinásticos, tres bodas reales tuvieron lugar en la capilla del palacio: la del duque de Nemours (abril de 1840), la de la princesa Clementina (abril de 1843) y la del príncipe de Joinville (mayo de 1843).

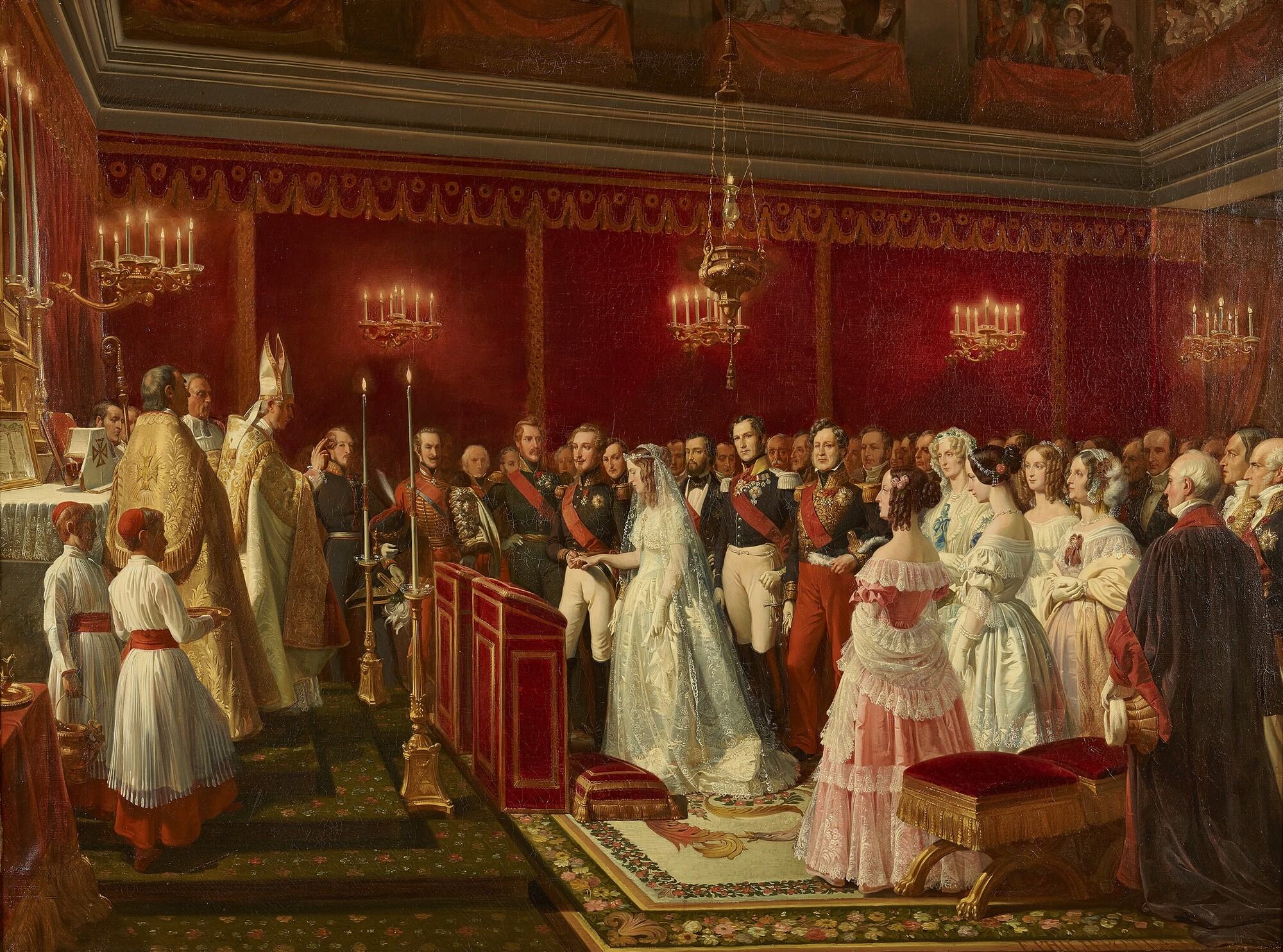
La boda del duque de Nemours en Saint-Cloud.

El 23 de febrero, durante la Revolución de 1848, Luis Felipe y su familia, que habían huido in extremis de las Tullerías, pararon brevemente en Saint-Cloud antes de seguir hacia Versalles y luego Dreux. Allí se enteró el rey que la república había sido proclamada en París, después de una rocambolesca fuga, el monarca y su familia llegaron a Inglaterra. Afortunadamente, palacio no sufrió saqueos como las Tullerías ni incendios como el Palais-Royal o Neuilly.

### El Segundo Imperio (1852-1870)
Tal y como había hecho su tío Napoléon I, el príncipe Luis-Napoléon, presidente de la República, tenía el firme convencimiento de usar Saint-Cloud como escenario para grandes eventos históricos. Luis-Napoléon se había alojado en el palacio desde 1850 y, en 1852, recibió, con gran solemnidad, al emir Abd-el-Kader, encarcelado bajo Luis Felipe I en Amboise y ahora liberado por el presidente. El verano del mismo año, el Luis-Napoléon se habría encontrado por primera vez en Saint-Cloud con la aristócrata española Eugenia de Montijo, que luego se convertiría en su esposa.
A imitación de su tío, fue en Saint-Cloud, el 7 de noviembre de 1852, donde el presidente Luis-Napoléon recibió la petición del senado que lo convirtió en el emperador Napoléon III y a Francia nuevamente en un Imperio. También fue en Saint-Cloud (concretamente en le cercano castillo de Villenueve-l'Etang) donde el Emperador y su nueva esposa pasaron su luna de miel en enero de 1853.
A partir de entonces, el castillo se convirtió en una de las residencias favoritas de los soberanos, gracias a su aspecto campestre y a su proximidad a París. La corte llegaba a Saint-Cloud durante la primavera, y permanecía allí hasta mediados de junio cuando partía a Fontainebleau, el mes de agosto se reservaba para las visitas a los balnearios de Plombières o Vichy, en septiembre tocaban los bains de mer en Biarritz, luego otra estancia en Saint-Cloud para, a continuación, pasar el otoño en Compiègne, donde se celebraban las famosas séries; el invierno se pasaba en las Tullerías. 
La pareja imperial se instaló en la Aile du Midi, el Emperador en los antiguos aposentos de María Antonieta cara a la cour d'honneur y la Emperatriz en los de Luis XVI que daban al jardín. El appartement de Napoléon I/Carlos X cara a la orangerie se reservó para visitantes ilustres. Asimismo, el interior del palacio fue decorado con el característico gusto ecléctico del Segundo imperio, que mezclaba muebles antiguos y copias historicistas con otros de nuevas y confortables formas con el clásico tapizado capitonné. 
Entre las escasas transformaciones arquitectónicas del periodo, cabe destacar la demolición, en 1861, de la orangerie, el emblemático lugar donde había empezado la epopeya napoleónica con la golpe de Estado de Brumario. El edificio fue juzgado de poca calidad arquitectónica y fue derribado a la espera de ser reedificado de forma más grandiosa. 
Durante el Segundo Imperio, el palacio fue lugar de constantes fastos y recepciones, en oposición al carácter más intimo y familiar que había caracterizado a los dos regímenes anteriores. En el verano de 1855, la reina Victoria y el príncipe Alberto se alojaron en el palacio durante su visita a la Exposición Universal, era la primera vez desde la guerra de los Cien Años que un monarca inglés reinante visitaba la capital francesa. Le seguirían las visitas del rey Carlos XV de Suecia (1861), del rey Francisco de Asís (1864), de la emperatriz Carlota de México (1866), del rey Guillermo I de Prusia, del zar Alejandro II de Rusia (ambas en 1867), del jedive de Egipto (1869) y de la reina Isabel II de España (también en 1869). 

No obstante, también en Saint-Cloud se selló el principio del fin de los fastos imperiales, el 19 de julio de 1870, Napoléon III declaraba la guerra a Prusia, dando inicio a la desastrosa guerra franco-prusiana. El día 28 del mismo mes, el emperador partía hacia el frente, jamás volvería a Saint-Cloud. En agosto, la emperatriz y la corte se trasladaban a las Tullerías, el 4 de septiembre se hundía el Imperio y la soberana huía al Reino Unido. 

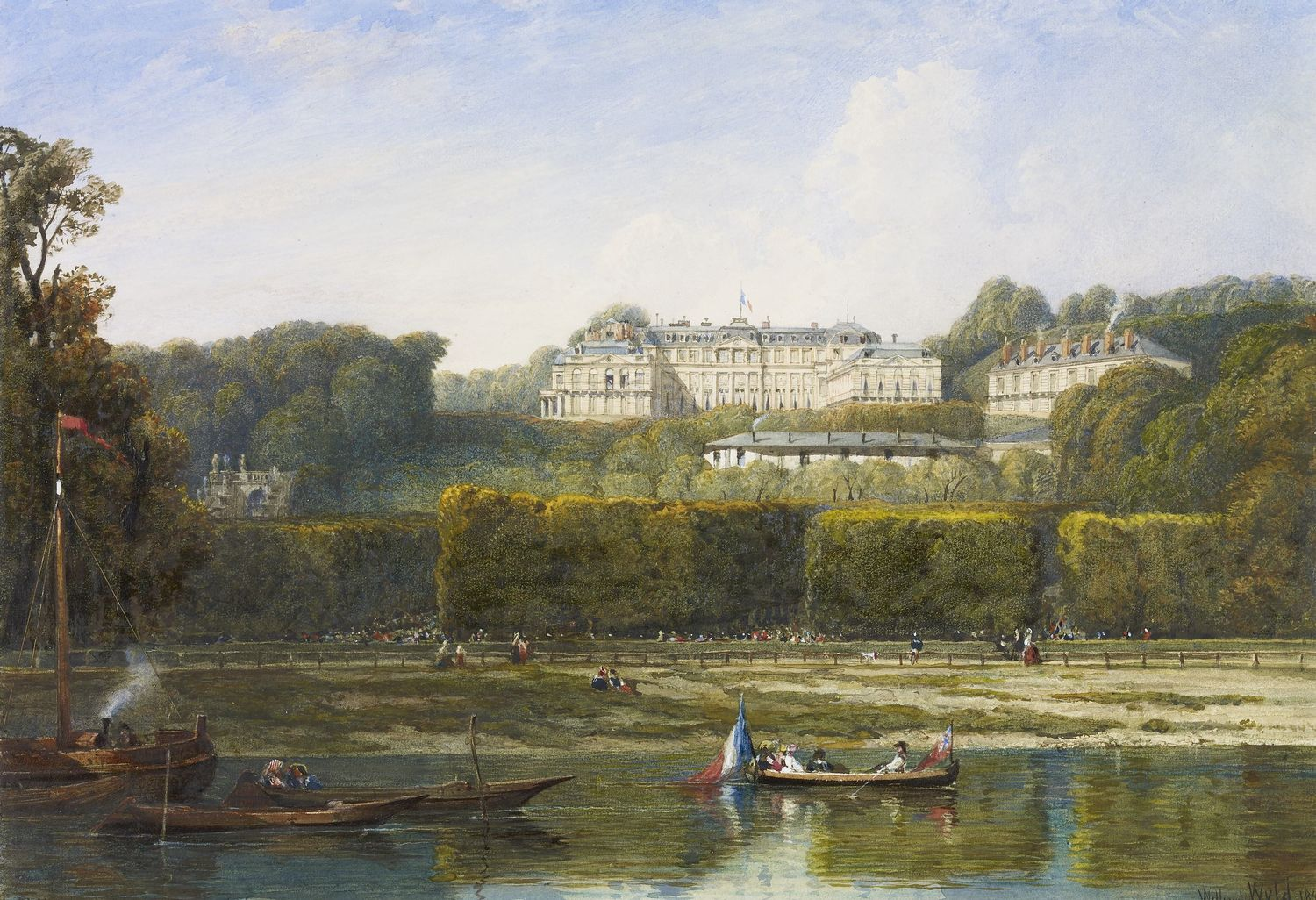
El castillo de Saint-Cloud visto desde el Sena.
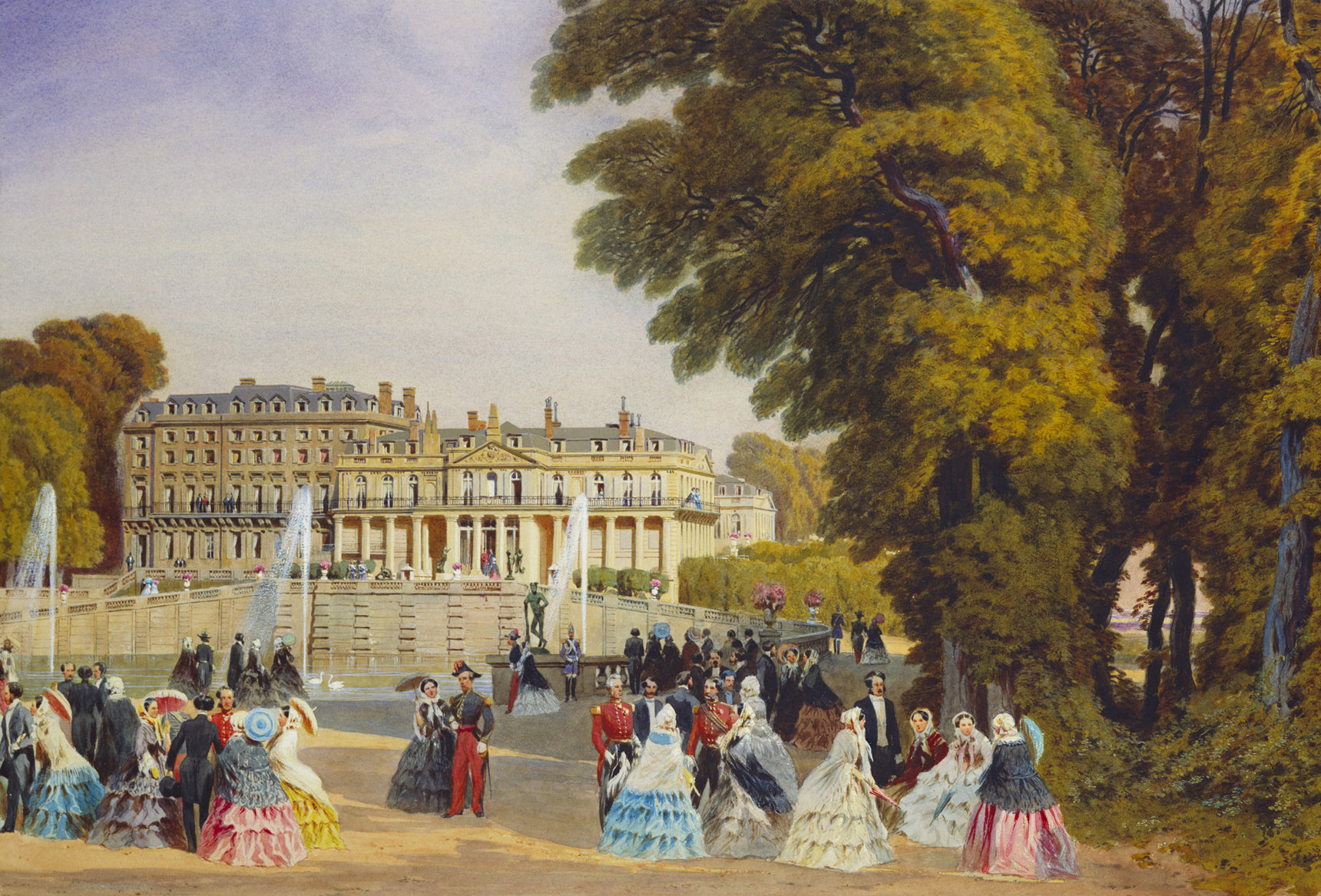
La Aile du Midi vista desde el jardín.
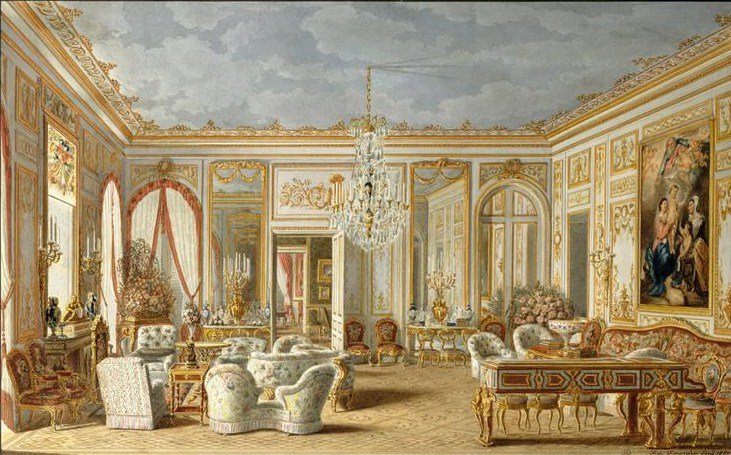
El salón de la Emperatriz.
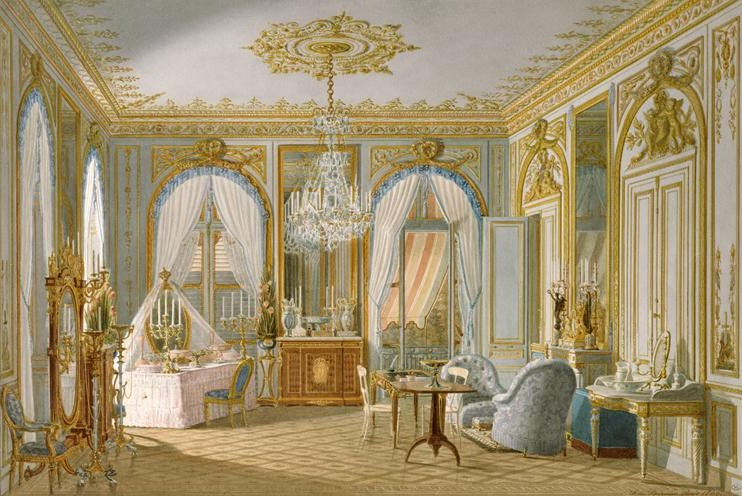
El tocador de la Emperatriz.
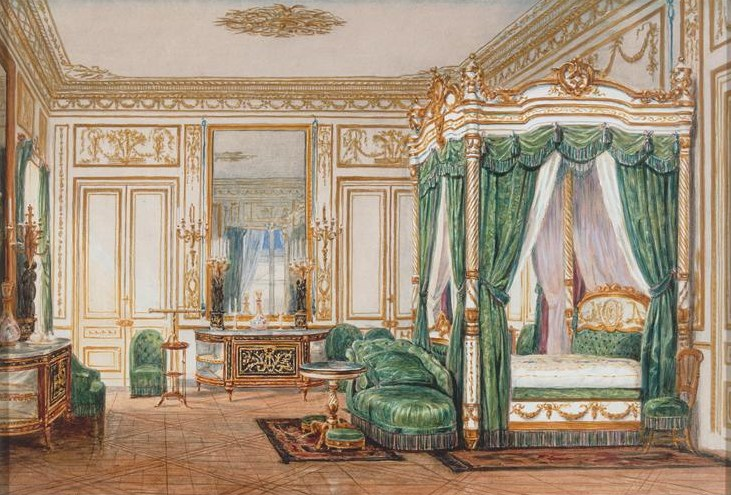
El dormitorio de la Emperatriz.

### El incendio y la destrucción (1870-1891)

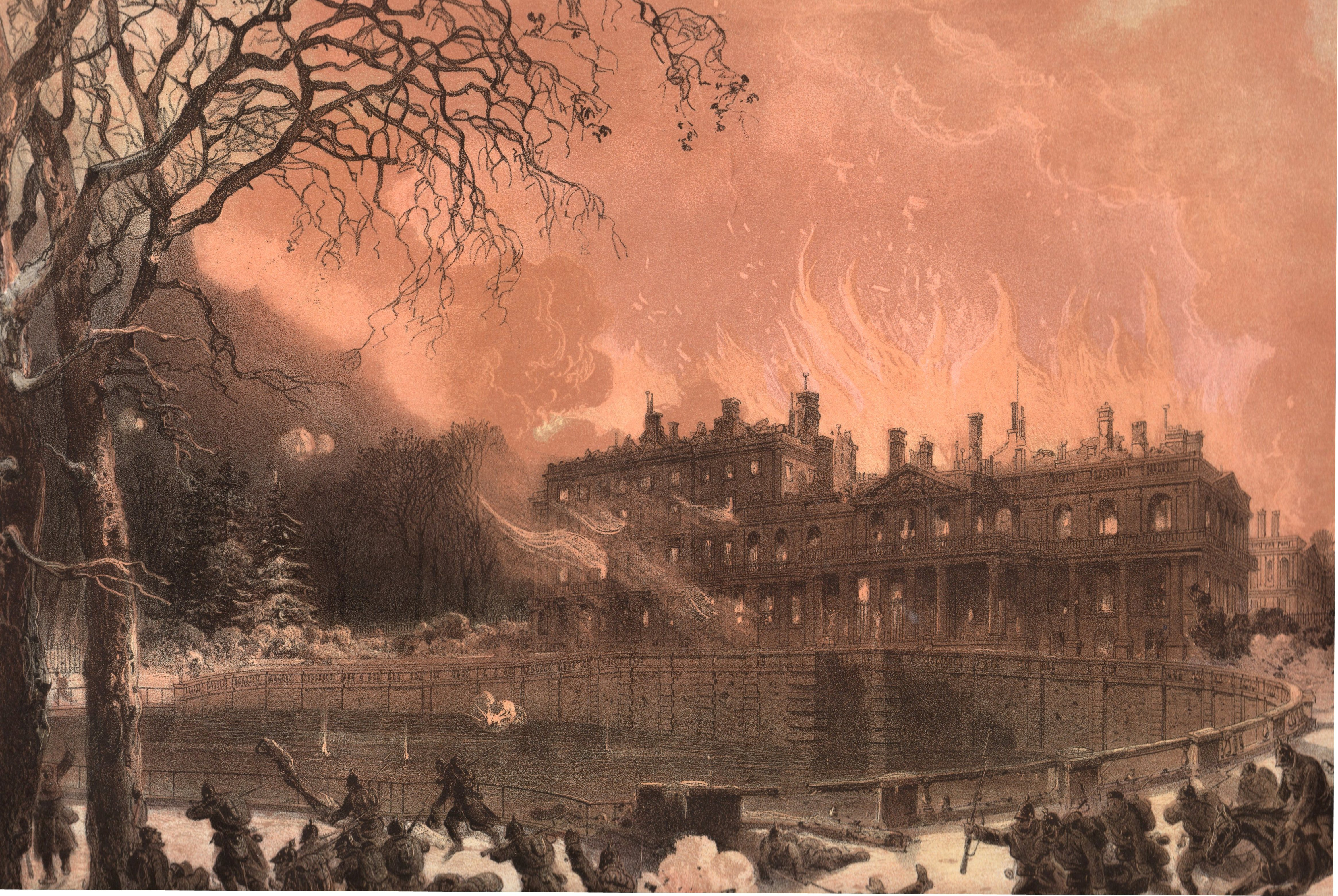
Litografía de la colección "París y sus ruinas", Charpentier 1874, que representa el castillo de Saint-Cloud en llamas.

Inmediatamente después de la caída del régimen imperial el 4 de septiembre, los administradores del castillo tuvieron una doble tarea, proteger la propiedad de posibles saqueos (como había ocurrido en 1848) y sobre todo prepararse para la más que probable llegada de las tropas prusianas. Durante varios días, se fueron seleccionando las obras de más valor, ya fueran cuadros, tapices o muebles para ser transportadas a París. Se pudieron llenar ocho vehículos antes de que el 18 del mismo mes se decidiera volar los puentes sobre el Sena.
Dos días después las tropas prusianas ocuparon Saint-Cloud, los soldados acamparon en el parque, mientras los oficiales curioseaban en los antiguos aposentos imperiales, también el príncipe heredero Federico de Prusia visitó el palacio. 
Durante el asedio de París, los prusianos se establecieron en las colinas de los alrededores de la capital (entre ellas Saint-Cloud) desde donde bombardearon la ciudad. En respuesta, el fuerte francés de Mont-Valérien lanzó varios obuses a las posiciones prusianas de Saint-Cloud. La noche del 12 al 13 de octubre un obús penetró por uno de los ventanales de la cour d'honneur y estalló en el interior del dormitorio del Emperador provocando un incendio que en pocas horas consumió todo el palacio. Durante toda la noche las tropas prusianas intentaron extinguir la deflagración salvando aquellos muebles y objetos que aún permanecían en el palacio. Existe el debate entre los historiadores si los esfuerzos de los prusianos fueron desinteresados o fueron la excusa para esconder hurtos.
Saint-Cloud continuó siendo escenario de combates hasta febrero de 1871, por aquel entonces muchos curiosos y saqueadores ya habían aprovechado la situación para rebuscar entre las ruinas algunos objetos de valor. Después de la instauración de la Tercera República, las aún monumentales ruinas del palacio fueron dejadas al abandono, mientras que distintas administraciones se apropiaban de los edificios anexos o de partes del parque.
En 1891, el gobierno decidió demoler las ruinas del castillo de Saint-Cloud. La polémica decisión se enmarcaba en el contexto de la eliminación de símbolos monárquicos precedido por la demolición de las Tullerías en 1883, o la venta de la Joyas de la Corona en 1888. Francia perdía, por lo tanto, a los dos castillos más emblemáticos de los regímenes monárquicos del siglo XIX, quizás por eso, los soberanos posrevolucionarios son aún tan desconocidos por el gran público.

El frontón de la Aile de la Chapelle (ala derecha del palacio) fue comprado por Fernando I de Bulgaria e integrado en su Palacio de Euxinograd en la costa del Mar Negro. La madre del soberano, la princesa Clementina de Orleáns, se había casado precisamente en Saint-Cloud en 1843.

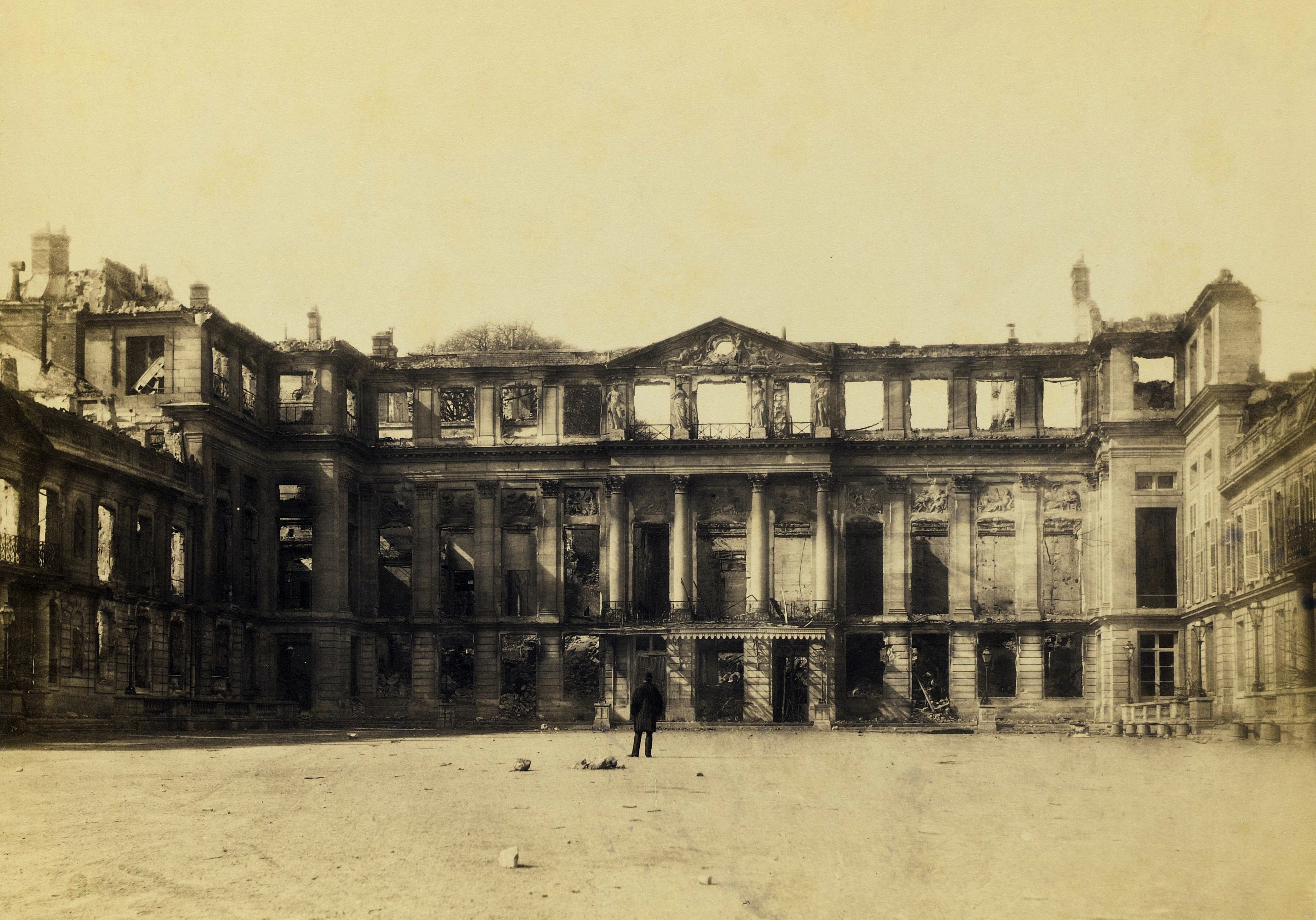
La cour d'honneur después del incendio.
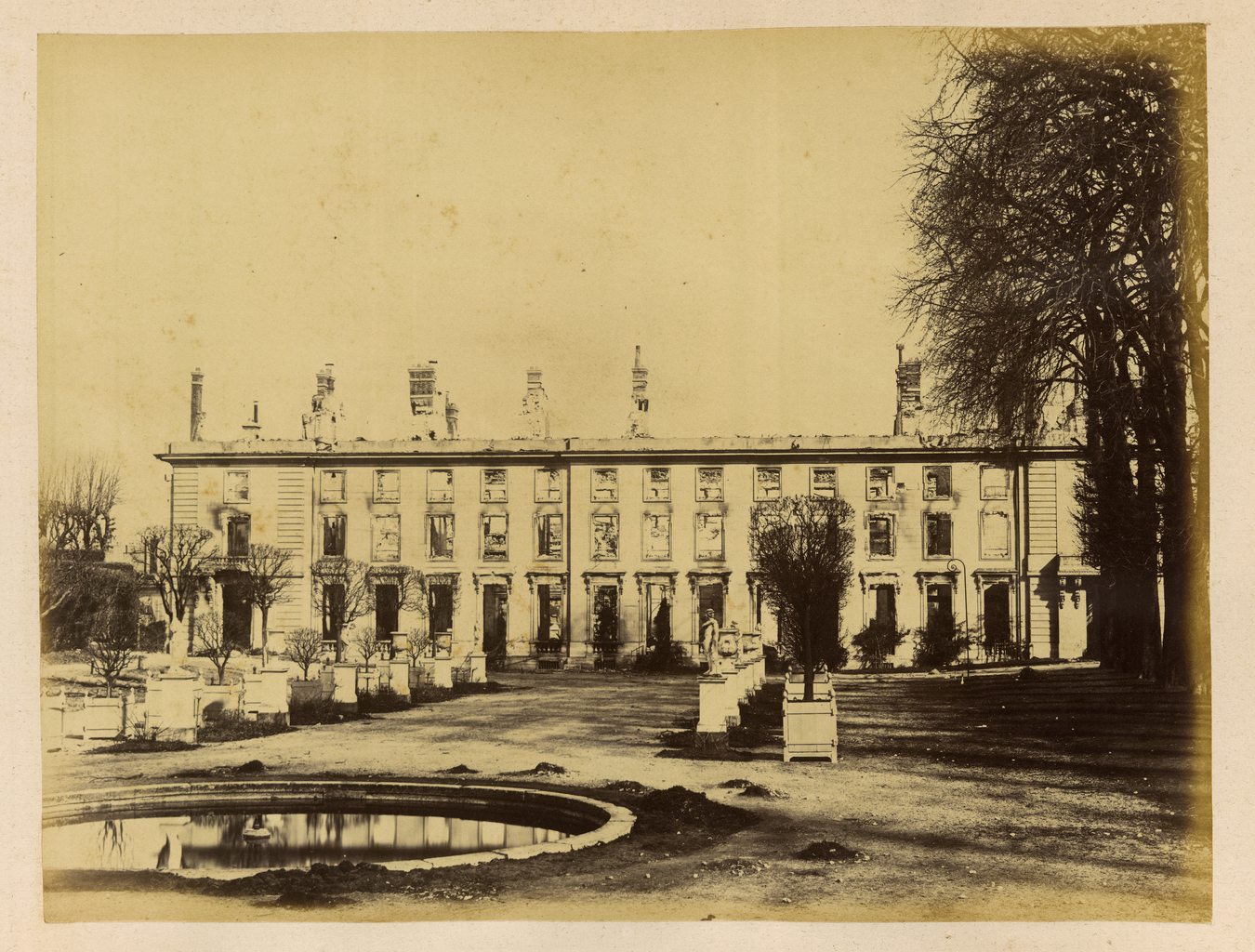
La fachada trasera del corps de logis en ruinas.
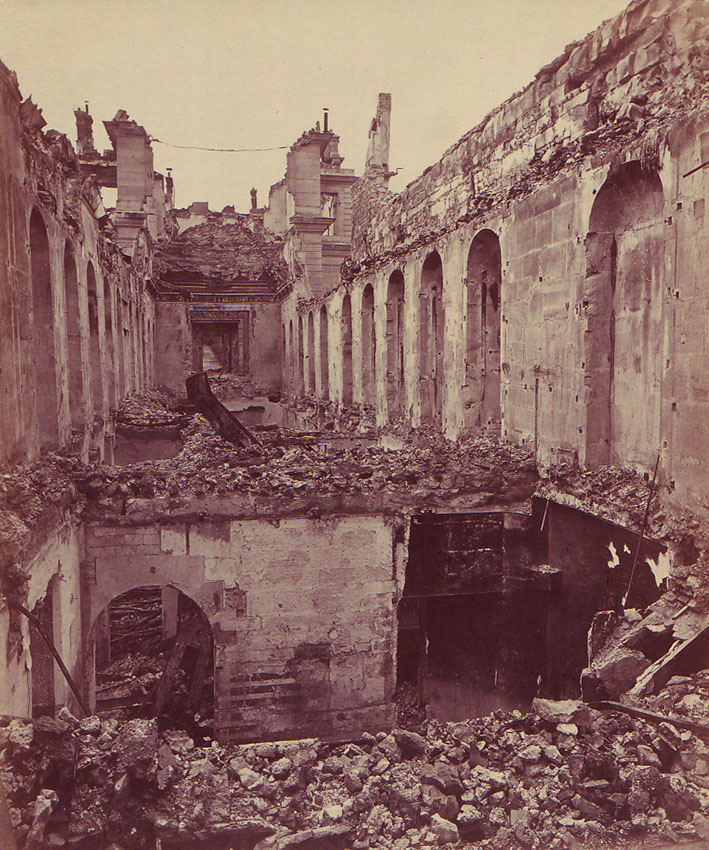
La Galerie d'Apollon en ruinas.
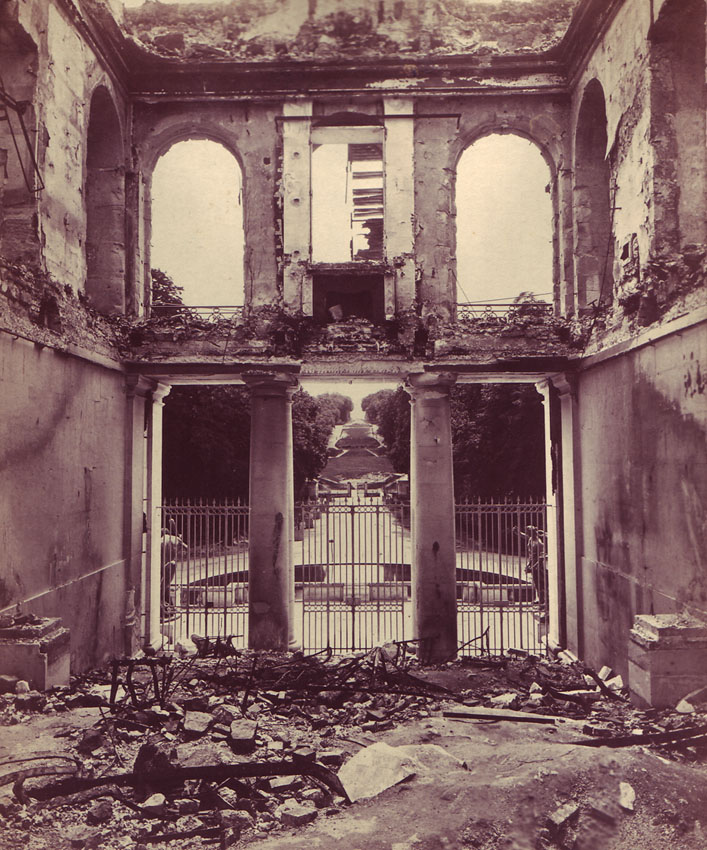
El salón de la Emperatriz en la Aile du Midi tras el incendio.

### Actualidad

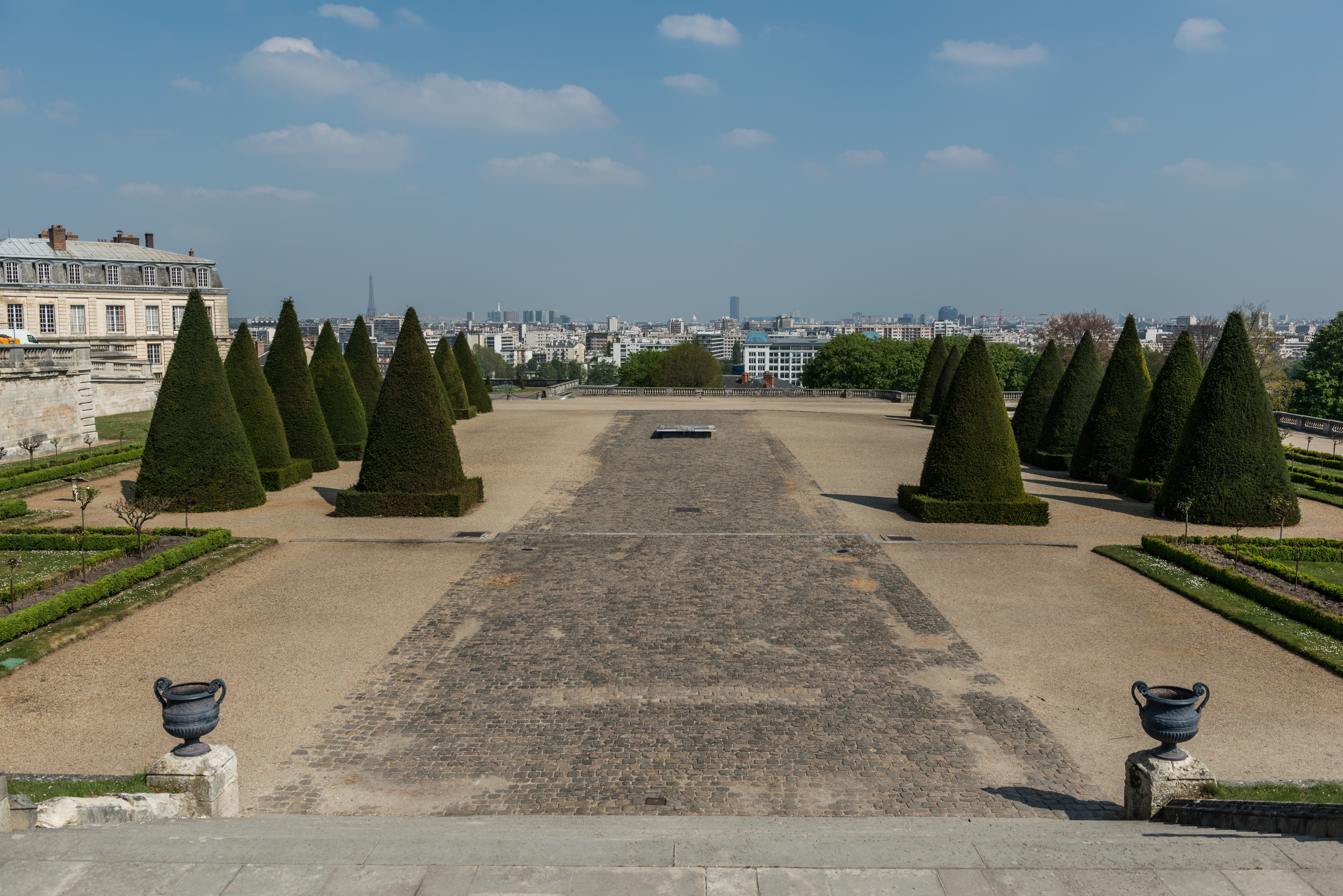
Ubicación del antiguo palacio.

Hoy en día, solo se conservan unas pocas dependencias y el parque de 460 hectáreas que constituye el Domaine National de Saint-Cloud.
El parque incluye el jardín a la francesa diseñado por Le Nôtre, el jardín a la inglesa (à l'anglaise) de la década de 1820 (el Jardin du Trocadéro), numerosas fuentes (entre ellas la Grande Cascade) y un mirador de París conocido como "la Lanterne", porque Napoléon erigió una linterna que se encendía cuando el emperador residía en el palacio.
Entre los edificios cabe destacar Pavillon Valois, destinado a la administración de la propiedad y que hoy alberga un instituto o el Pavillon de Breteuil, que ha sido la sede de la Conferencia General de Pesas y Medidas desde 1875.